# 52e Assemblée générale de l'Île-du-Prince-Édouard
La 52e Assemblée générale de l'Île-du-Prince-Édouard fut en séance du 2 juin 1970 au 3 avril 1974. Le Parti libéral dirigé par Alex Campbell forma le gouvernement.
Cecil A. Miller fut élu président.
Il y eut cinq sessions à la 52e Assemblée générale :
| Session | Début           | Fin              |
| ------- | --------------- | ---------------- |
| 1re     | 2 juin 1970     | 25 juin 1970     |
| 2e      | 18 février 1971 | 26 novembre 1971 |
| 3e      | 2 mars 1972     | 14 avril 1972    |
| 4e      | 23 janvier 1973 | 16 mars 1973     |
| 5e      | 7 mars 1974     | 3 avril 1974     |

## Membres

### Kings
| Circonscription | Membre de l'assemblée | Membre de l'assemblée                | Parti        | Conseiller | Conseiller                                | Parti                |
| --------------- | --------------------- | ------------------------------------ | ------------ | ---------- | ----------------------------------------- | -------------------- |
| 1er Kings       |                       | Bruce L. Stewart                     | Libéral      |            | Daniel J. MacDonald Melvin McQuaid (1972) | Libéral Conservateur |
| 2e Kings        |                       | J. Walter Dingwell                   | Conservateur |            | Leo F. Rossiter                           | Conservateur         |
| 3e Kings        |                       | Bennett Campbell                     | Libéral      |            | A. E. Bud Ings                            | Libéral              |
| 4e Kings        |                       | Lorne Bonnell John C. Bonnell (1972) | Libéral      |            | Gilbert Clements                          | Libéral              |
| 5e Kings        |                       | Arthur J. MacDonald                  | Libéral      |            | George J. Ferguson                        | Libéral              |

### Prince
| Circonscription | Membre de l'assemblée | Membre de l'assemblée | Parti        | Conseiller | Conseiller           | Parti        |
| --------------- | --------------------- | --------------------- | ------------ | ---------- | -------------------- | ------------ |
| 1er Prince      |                       | Russell Perry         | Libéral      |            | Robert Campbell (en) | Libéral      |
| 2e Prince       |                       | George Dewar          | Conservateur |            | Joshua MacArthur     | Libéral      |
| 3e Prince       |                       | William Gallant       | Libéral      |            | Edward Clark         | Libéral      |
| 4e Prince       |                       | Robert Schurman       | Libéral      |            | Frank Jardine        | Libéral      |
| 5e Prince       |                       | T. Earle Hickey       | Libéral      |            | Alex Campbell        | Conservateur |

### Queens
| Circonscription | Membre de l'assemblée | Membre de l'assemblée                        | Parti   | Conseiller | Conseiller                         | Parti        |
| --------------- | --------------------- | -------------------------------------------- | ------- | ---------- | ---------------------------------- | ------------ |
| 1er Queens      |                       | Jean Canfield                                | Libéral |            | Ralph Johnstone                    | Libéral      |
| 2e Queens       |                       | J. Sinclair Cutcliffe H. Bennett Carr (1972) | Libéral |            | Lloyd MacPhail                     | Conservateur |
| 3e Queens       |                       | Cecil A. Miller                              | Libéral |            | Levi McNally                       | Libéral      |
| 4e Queens       |                       | J. Stewart Ross                              | Libéral |            | Daniel Compton                     | Conservateur |
| 5e Queens       |                       | Gordon Lockhart Bennett                      | Libéral |            | J. Elmer Blanchard Peter A. McNeil | Libéral      |
| 6e Queens       |                       | Allison MacDonald                            | Libéral |            | John Maloney                       | Libéral      |